# Dan Lynge
Dan Lynge (født 1957) har tidligere både været medlem af Hells Angels og Bandidos.
Dan Lynge blev 1991 politiagent og meddeler for politiet, og er derfor angiveligt truet på livet. Siden 2002 har Dan Lynge boet på en hemmelig adresse i Sverige.